# Kunio Iwatsuki
Kunio Iwatsuki (岩槻邦男) est un botaniste japonais né en 1934 dans la préfecture de Hyōgo.

## Biographie
Diplômé de l'Université des Sciences de Kyoto, il a d'abord enseigné à l'université de Kyoto puis à l'université de Tokyo, dont il est professeur émérite, ainsi qu'au Rikkyo University College of Science.
Depuis son départ à la retraite, Kunio Iwatsuki est actuellement le directeur du Muséum de la Nature et des activités humaines d'Hyôgo.
Il s'est spécialisé dans la systématique des fougères et plus particulièrement de la famille des Hyménophyllacées.

## Quelques publications
- avec Takasi Yamazaki, David E Boufford and Hideaki Ohba - Flora of Japan - 8 volumes de publiés depuis 1995
- List of the type specimens in the herbaria of Japan: Lycopodiaceae, Selaginellaceae, Isoetaceae, Equisetaceae, Ophioglossaceae, Marattiaceae, Osmundaceae, ... Aspleniaceae, Blechnaceae, Lomariopsidaceae - Working Group on Determination of Types and Authentic Specimens of Vascular Plants, 1981
- avec Peter H. Raven, et Walter J. Bock - Modern Aspects of Species - 1987
- avec Akira Miyawaki et Miroslav M. Grandtner - Vegetation in Eastern North America: Vegetation System and Dynamics Under Human Activity in the Eastern North American Cultural Region in Comparison - 1994
- avec Akiko Domoto - A Threat to Life: The Impact of Climate Change on Japan's Biodiversity - World Conservation Union, 2000
- Evolution and Diversification of Land Plants - Springer, 2002

Il est aussi l'auteur de nombreux articles avec d'autres botanistes :
- avec Atsushi Ebihara, Motomi Ito, Sabine Hennequin et Jean-Yves Dubuisson - A global molecular phylogeny of the fern genus Trichomanes (Hymenophyllaceae) with special reference to stem anatomy - Botanical Journal of the Linnean Society, Vol. 155, 2007, p. 1-27.
- avec Atsushi Ebihara, Motomi Ito et Jean-Yves Dubuisson - Systematics of Trichomanes (Hymenophyllaceae: Pteridophyta), progress and future interests - Fern Gazette, Vol. 18, 2007, p. 53-58.
- avec Atsushi Ebihara - The Hymenophyllaceae of the Pacific Area 1. Hymenophyllum subgen. Hymenophyllum - Bulletin of the National Museum of Nature and Science, Séries B, Vol. 33 , 2007, p. 55-68.
- avec Jean-Yves Dubuisson, Atsushi Ebihara, Sabine Hennequin et Motomi Ito - A taxonomic revision of Hymenophyllaceae - Blumea, N°51, 2006, p. 221-280 Document téléchageable
- avec Sabine Hennequin, Motomi Ito, Atsushi Ebihara et Jean-Yves Dubuisson - New insights into the phylogeny of the genus Hymenophyllum s.l. (Hymenophyllaceae): Revealing the polyphyly of Mecodium - Systematic Botany, N° 31:2, 2006, p. 271-284
- avec Sabine Hennequin, Motomi Ito, Atsushi Ebihara et Jean-Yves Dubuisson - Phylogenetic systematics and evolution of the genus Hymenophyllum s.l. (Hymenophyllaceae: Pteridophyta) - Proceedings of the Ferns for the 21st Century Conference, Edinburgh 2004 - Fern Gazette N°17, 2006, p. 247-257.
- avec Su-juan Lin et Atsushi Ebihara - Cytological observations on Lindsaea trichomanoides (Lindsaeaceae), a fern species from New Zealand - J. Jpn. Bot. Vol. 81, 2006, p. 103-106.
- avec Hiroshi Ishikawa, Sadamu Matsumoto, Su-juan Lin, Atsushi Ebihara, Masayuki Takamiya, Yasuyuki Watano et Motomi Ito - Nuclear DNA, chloroplast DNA, and ploidy analysis clarified biological complexity of the Vandenboschia radicans complex (Hymenophyllaceae) in Japan and adjacent areas - American Journal of Botany, N° 92, 2005 p. 1535-1547
- avec Su-juan Lin, Misuzu Nagamoto et Atsushi Ebihara - Hybridization and Reticulation in Japanese /Polystichum/ (Dryopteridaceae) - Sakura : Communication à l'International Symposium of Asian Plants Diversity and Systematics, 2004
- avec Sabine Hennequin, Atsushi Ebihara, P.D. Bostock, Sadamu Matsumoto, R. Jaman, Jean-Yves Dubuisson et Motomi Ito - Polyphyletic origin of Microtrichomanes (Prantl) Copel. (Hymenophyllaceae), with a revision of the species - Taxon 53, 2004, p. 935-948.
- avec Atsushi Ebihara, Takeshi A. Ohsawa et Motomi Ito - Hymenophyllum paniense (Hymenophyllaceae), a new species of filmy fern from New Caledonia. Systematic Botany, Vol. 28(2), 2003, p. 228-235
- avec Sabine Hennequin, Motomi Ito, Atsushi Ebihara et Jean-Yves Dubuisson - Molecular systematics of the fern genus Hymenophyllum s.l. (Hymenophyllaceae) based on chloroplastic coding and noncoding regions - Molec. Phylogen. Evol. Vol. 27, 2003, p. 283-301.
- avec Atsushi Ebihara, S. Kurita and Motomi Ito - Systematic position of Hymenophyllum rolandi-principis Rosenst. or a monotypic genus Rosenstockia Copel. (Hymenophyllaceae) endemic to New Caledonia - Acta Phytotaxonomica et Geobotanica, N° 53, 2002, p. 35–49.
- avec Atsushi Ebihara et Motomi Ito - Hymenophyllaceae - Systematics and Revision for Flora Malesiana - Sydney : Communication au Pteridophyte Mini-symposium - a symposium and workshop on the ferns and fern allies of the Malesian region, 2001

## Dédicace
La fougère originaire de Sumatra, Coryphopteris iwatsukii Holtum, de la famille des Thelypteridaceae, lui a été dédiée.